# Catena Rochefort-Grandes Jorasses-Leschaux
La Catena Rochefort-Grandes Jorasses-Leschaux è un gruppo montuoso del massiccio del Monte Bianco. Si trova lungo la linea di confine tra l'Italia e la Francia.

## Caratteristiche
Il gruppo inizia al Colle del Gigante (3.371 m) e termina al Colle di Talèfre (3.544 m). Ha direzione generale da sud-ovest verso nord-est. La vetta più alta del gruppo è la Punta Walker nelle Grandes Jorasses.

## Classificazione e suddivisione

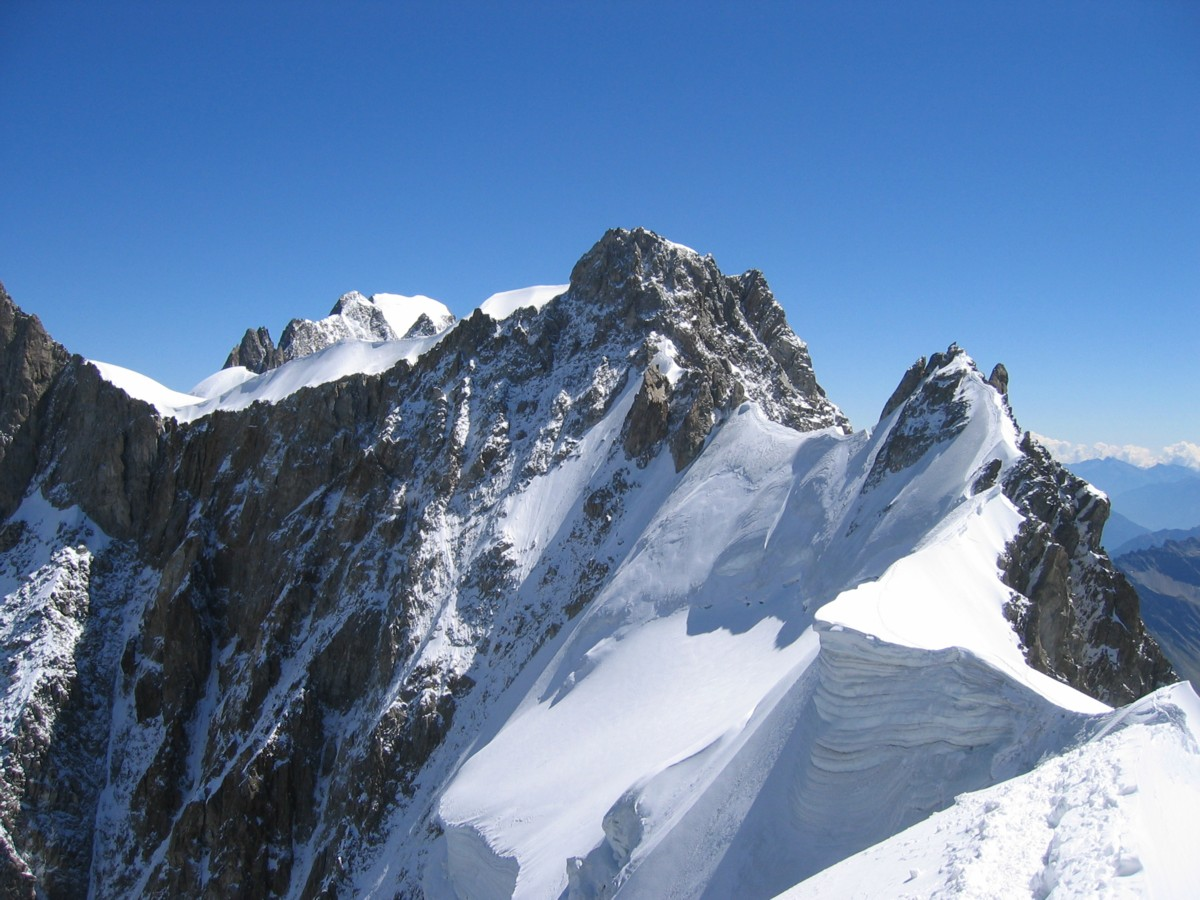
Aiguille de Rochefort

La SOIUSA lo individua come un gruppo alpino con la seguente classificazione:
- Grande parte = Alpi Occidentali
- Grande settore = Alpi Nord-occidentali
- Sezione = Alpi Graie
- Sottosezione = Alpi del Monte Bianco
- Supergruppo = Massiccio del Monte Bianco
- Gruppo = Catena Rochefort-Grandes Jorasses-Leschaux
- Codice = I/B-7.V-B.4

Inoltre, sempre secondo la SOIUSA, si suddivide in tre sottogruppi:
- Gruppo di Rochefort (a)
  - Cresta Aiguilles Marbrées-Dente del Gigante (a/a)
  - Cresta Rochefort-Périades (a/b)
- Gruppo delle Grandes Jorasses (b)
- Gruppo di Leschaux (c)

## Vette principali

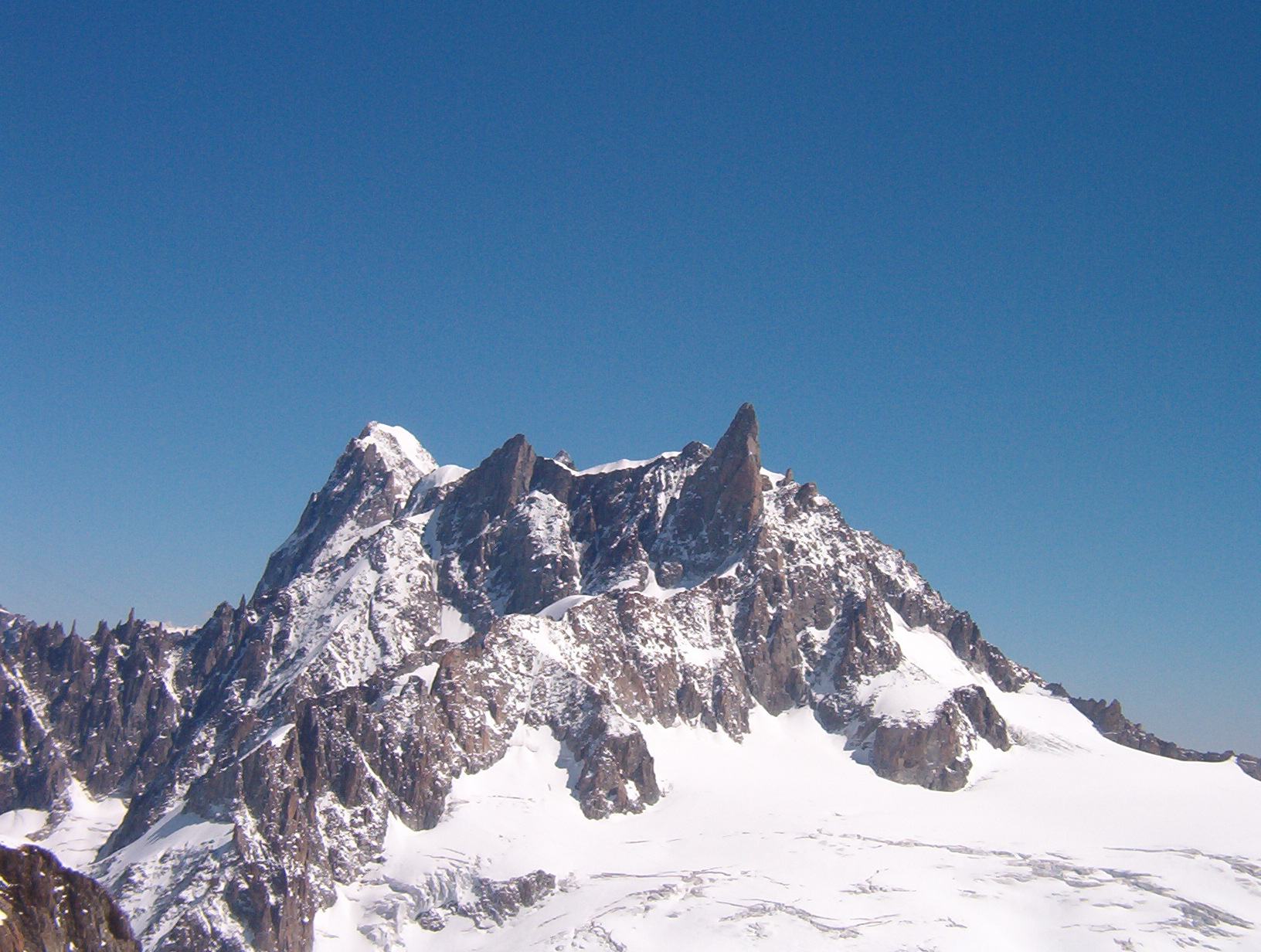
Le Grandes Jorasses a sinistra ed il Dente del Gigante a destra.

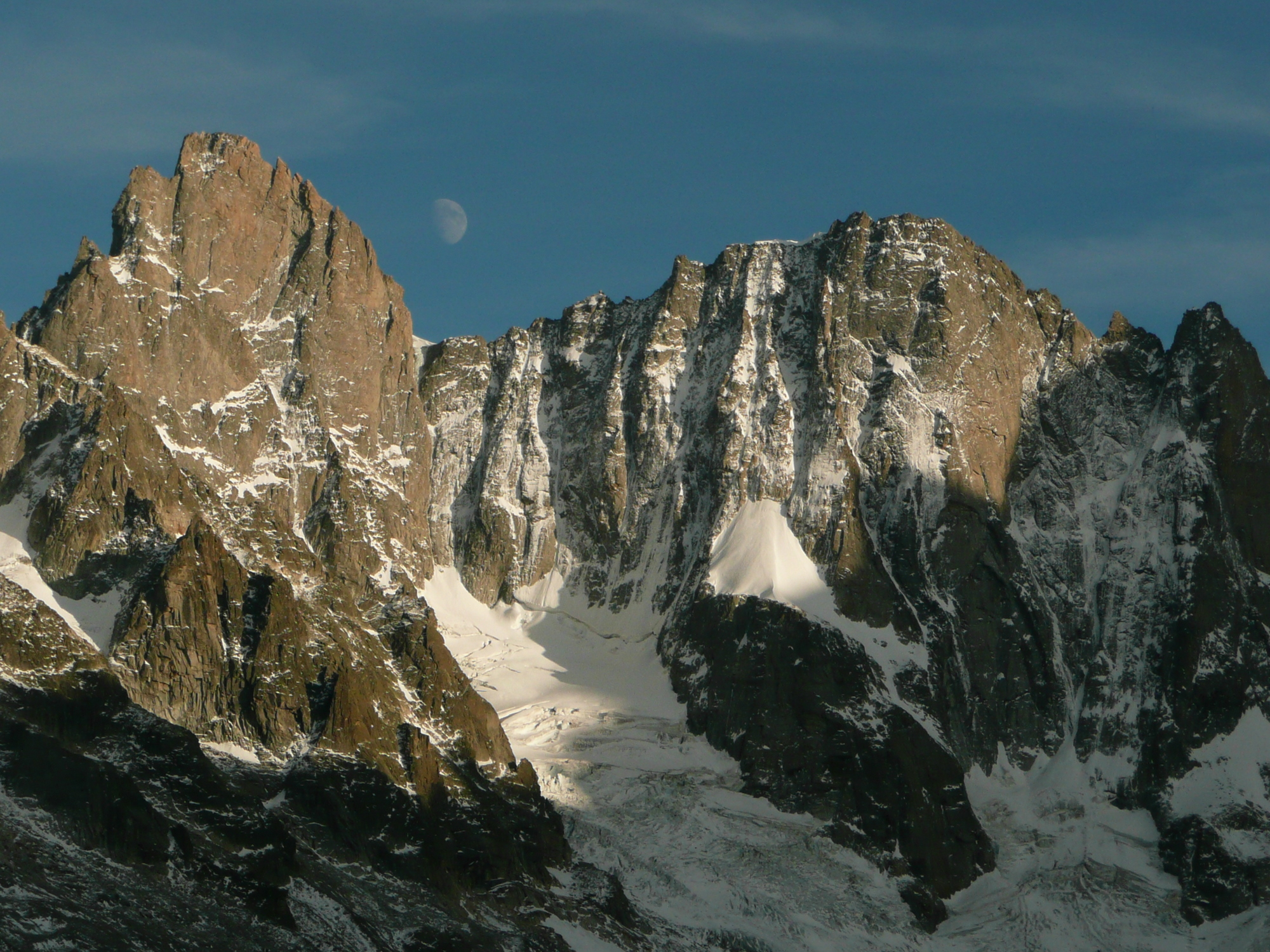
Aiguille de Leschaux

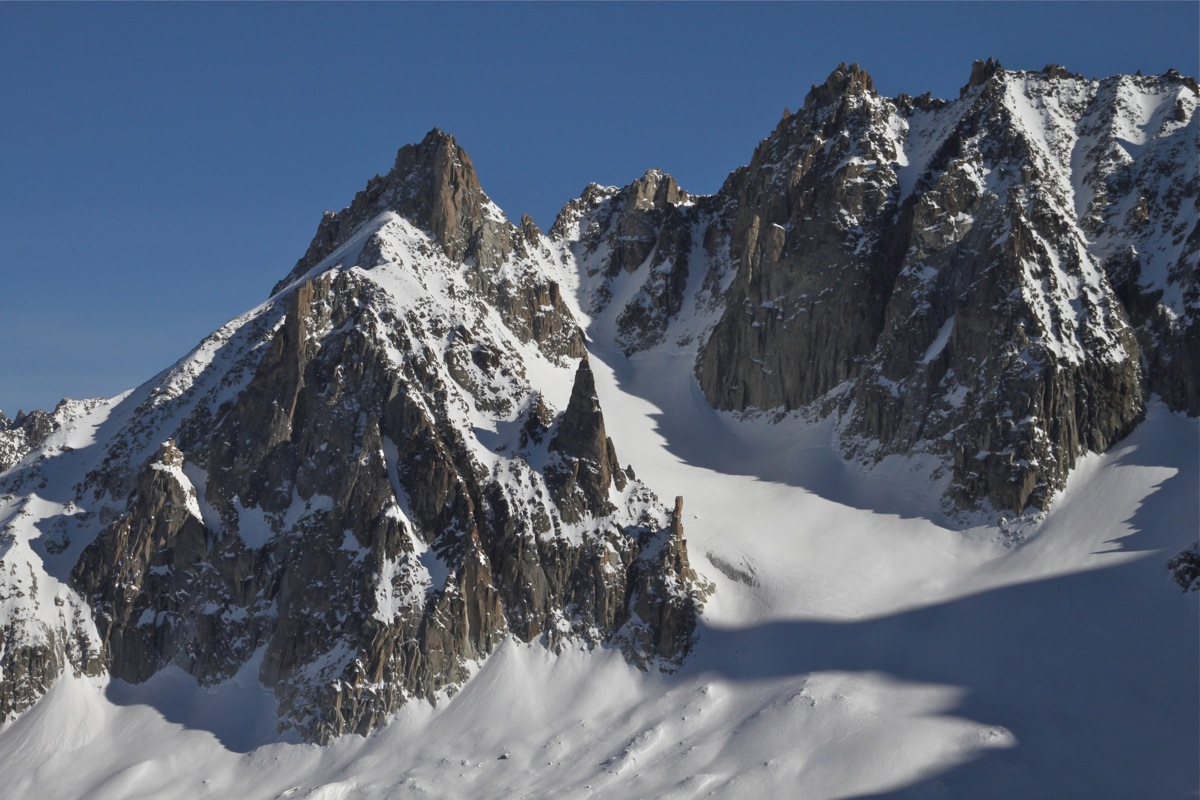
Aiguille du Tacul

Le vette principali del gruppo sono:
- Punta Walker (Grandes Jorasses) - 4.208 m
- Punta Whymper (Grandes Jorasses) - 4.184 m
- Punta Croz (Grandes Jorasses) - 4.110 m
- Punta Margherita (Grandes Jorasses) - 4.066 m
- Punta Elena (Grandes Jorasses) - 4.045 m
- Dôme de Rochefort - 4.016 m
- Dente del Gigante - 4.014 m
- Aiguille de Rochefort - 4.001 m
- Punta Young (Grandes Jorasses) - 3.996 m
- Mont Mallet - 3.988 m
- Aiguille de Leschaux - 3.759 m
- Aiguille de Talèfre - 3.730 m
- Mont Greuvetta - 3.677 m
- Petites Jorasses - 3.658 m
- Aiguille de l'Éboulement - 3.609 m
- Aiguilles Marbrées - 3.536 m
- Punta delle Hirondelles - 3.520 m
- Les Périades - 3.460 m
- Aiguille du Tacul - 3.438 m
- Aiguille de Pierre Joseph - 3.361 m